# E3 Harelbeke 2011
La E3 Harelbeke 2011, cinquantaquattresima edizione della corsa, valida come evento del circuito UCI Europe Tour 2011 categoria 1.HC, fu disputata il 26 marzo 2011 su un percorso di 222 km. Fu vinta dallo svizzero Fabian Cancellara, al traguardo in 4h34'49".
Furono 105 i corridori in totale che portarono a termine il percorso.

## Squadre e corridori partecipanti
| N.      | Cod. | Squadra                |
| ------- | ---- | ---------------------- |
| 1-8     | LEO  | Team Leopard-Trek      |
| 11-18   | GRM  | Team Garmin-Cervélo    |
| 21-28   | VCD  | Vacansoleil-DCM        |
| 31-38   | QST  | Quickstep Cycling Team |
| 41-48   | OLO  | Omega Pharma-Lotto     |
| 51-58   | RAB  | Rabobank Cycling Team  |
| 61-68   | ALM  | AG2R La Mondiale       |
| 71-78   | KAT  | Katusha Team           |
| 81-88   | LAM  | Lampre-ISD             |
| 91-98   | AST  | Pro Team Astana        |
| 101-108 | SBS  | Saxo Bank-Sungard      |
| 111-118 | CCC  | CCC Polsat-Polkowice   |

| N.      | Cod. | Squadra                      |
| ------- | ---- | ---------------------------- |
| 121-128 | COF  | Cofidis, le Crédit en Ligne  |
| 131-138 | FDJ  | FDJ                          |
| 141-148 | LAN  | Landbouwkrediet              |
| 151-158 | EUC  | Team Europcar                |
| 161-168 | SAU  | Saur-Sojasun                 |
| 171-178 | SKS  | Skil-Shimano                 |
| 181-188 | APP  | Team NetApp                  |
| 191-198 | CSM  | SpiderTech powered by C10    |
| 201-208 | TT1  | Team Type 1-Sanofi Aventis   |
| 211-218 | TSV  | Topsport Vlaanderen-Mercator |
| 221-228 | VWA  | Veranda's Willems-Accent     |
| 231-238 | SKT  | An Post-Sean Kelly Team      |

## Ordine d'arrivo (Top 10)
| Pos. | Corridore         | Squadra      | Tempo    |
| ---- | ----------------- | ------------ | -------- |
| 1    | Fabian Cancellara | Leopard      | 4h34'49" |
| 2    | Jürgen Roelandts  | Omega Pharma | a 1'00"  |
| 3    | Vladimir Gusev    | Katusha      | s.t.     |
| 4    | Sep Vanmarcke     | Garmin       | s.t.     |
| 5    | Bram Tankink      | Rabobank     | s.t.     |
| 6    | William Bonnet    | FDJ          | a 1'01"  |
| 7    | Heinrich Haussler | Garmin       | a 1'06"  |
| 8    | Sébastien Hinault | AG2R         | s.t.     |
| 9    | Stuart O'Grady    | Leopard      | s.t.     |
| 10   | Sergej Ivanov     | Katusha      | s.t.     |